# Fred Shirey
Charles Frederick Shirey (Latrobe, 12 de enero de 1914-Livonia, 1 de noviembre de 1961) fue un jugador de fútbol americano profesional estadounidense. Jugó como tackle en el fútbol americano universitario para los Washington & Jefferson Presidents y los Nebraska Cornhuskers. En Nebraska, fue tres veces seleccionado para el primer equipo All-Big Six Conference y para el primer equipo All-American en su último año en 1937. Fue seleccionado por los Philadelphia Eagles en la quinta ronda del draft de la NFL de 1938, pero se negó a jugar para ellos, convirtiéndose en su lugar en entrenador y profesor de secundaria. En 1940, decidió jugar profesionalmente, firmando con los Green Bay Packers. Fue vendido a mitad de temporada a los Cleveland Rams y jugó dos temporadas con ellos antes de retirarse, trabajando más tarde en una empresa química hasta su muerte en 1961 a los 47 años.

## Primeros años de vida
Shirey nació el 12 de enero de 1914 en Latrobe (Pensilvania). Asistió a la escuela secundaria Greater Latrobe, donde compitió en fútbol americano, baloncesto y atletismo. Al principio, su padre se opuso a que jugara al fútbol americano; fue necesaria una «campaña» de dos años por parte de Shirey, sus amigos y entrenadores para que le permitiera probar este deporte. Ayudó al equipo de fútbol americano a conseguir un récord de 6-2 en su último año y también estableció récords nacionales en lanzamiento de bala y de disco. Después de la secundaria, Shirey se matriculó en el Washington & Jefferson College en 1932.

## Carrera universitaria
En 1932, Shirey jugó fútbol americano de primer año para los Washington & Jefferson Presidents. Un tackle, jugó para el equipo universitario como estudiante de segundo año en 1933 y fue el jugador más grande del equipo, con 6 pies 2 pulgadas (1,9 m) mientras pesaba 210 libras (95 kg). Más tarde conoció a Bill Weir, un jugador de los Nebraska Cornhuskers que trabajaba en Pensilvania; en 1934, siguiendo el consejo de Weir, Shirey se transfirió a la Universidad de Nebraska-Lincoln.
En ese momento, se consideraba inusual que un jugador de tan lejos como Pensilvania jugara para los Cornhuskers: el periodista deportivo Wally Provost señaló que «En materia de talento local, los Huskers eran casi tan puros como el jabón Ivory. De vez en cuando veías a un Iowan o un Kansasan en la plantilla. ¡Pero tener a un jugador de Pensilvania! Eso, de hecho, era una novedad». En 1934, Shirey fue el tackle titular del equipo de primer año de Nebraska. Luego se convirtió en un jugador destacado del equipo universitario en 1935, bajo la tutela del entrenador Link Lyman. El Lincoln Journal Star informó que «el trabajo de Shirey para bajar los despejes lo ha hecho destacar», y tuvo dos juegos esa temporada en los que recuperó balones sueltos en las patadas. Al final de la temporada, fue nombrado primer equipo All-Big Six Conference, el único estudiante de segundo año seleccionado. Ayudó a Nebraska a compilar un récord de 6-2-1 mientras ganaba el título Big Six.
Antes de la temporada de 1936, Shirey aumentó su «carne muscular» hasta alcanzar un peso de 222 libras (101 kg). Se desempeñó como tackle izquierdo titular de los Cornhuskers durante la temporada y repitió como selección All-Big Six Conference mientras los Cornhuskers ganaban el título Big Six. Jugó una última temporada para Nebraska en 1937, comenzando como tackle junto a Ted Doyle, descrito como su «gemelo», ya que ambos nacieron el mismo día y tenían la misma altura y peso. Contra los Pittsburgh Panthers en la temporada de 1937, Shirey se desempeñó como capitán del equipo de Nebraska. Shirey recibió una tercera selección All-Big Six para la temporada de 1937 y también fue nombrado primer equipo All-American; es uno de los únicos 20 jugadores de Nebraska en recibir tres honores del primer equipo de la conferencia. También ayudó a los Cornhuskers a obtener otro título Big Six. Shirey compitió en el East-West Shrine Game al final de su carrera universitaria. Durante sus tres años con el equipo universitario de Nebraska, ayudó a ganar todos los partidos de la conferencia. También compitió en atletismo durante un año en Nebraska. Shirey se graduó en enero de 1938.

## Carrera profesional
Shirey participó en el Juego de Estrellas del Chicago Charities College de 1937, interceptando un pase lanzado por Sammy Baugh. Fue seleccionado por los Philadelphia Eagles en la quinta ronda (posición 32.ª global) del draft de la NFL de 1938, pero no firmó con el equipo. En lugar de unirse a los Eagles, aceptó un puesto como entrenador de fútbol americano, baloncesto y atletismo en la escuela secundaria de Beatrice, donde también trabajó como profesor. Permaneció en estos puestos hasta 1939. En dos temporadas como entrenador de baloncesto, registró récords de 8-14 y 7-12, respectivamente. Shirey renunció a Beatrice en mayo de 1940 para firmar con los Green Bay Packers, afirmando que le hicieron una oferta «que no pude rechazar». Apareció en tres juegos para los Packers antes de ser vendido a los Cleveland Rams en octubre de 1940. Jugó en siete juegos para los Rams en 1940, luego regresó en 1941 y apareció en tres juegos en su última temporada.

## Últimos años y muerte
Tras su paso por el fútbol americano profesional, Shirey «se desvinculó por completo del deporte gridiron». Trabajó para una empresa química en Cleveland (Ohio) y en Detroit (Míchigan) durante 16 años. El 1 de noviembre de 1961, mientras trabajaba en Livonia (Míchigan), sufrió una hemorragia cerebral y falleció esa misma noche en un hospital a la edad de 47 años. Shirey fue incluido póstumamente en el Salón de la Fama del Fútbol Americano de Nebraska en 1976.